# Cristina
Cristina es un nombre propio femenino de origen griego. Proviene de christos, Ungido, discípulo de Cristo.

## Historia
El nombre de Cristin alcanza su apogeo en la Edad Media impulsado por las Cruzadas. Destacan reinas de los países escandinavos, una de las cuales, Cristina de Suecia, fue inmortalizada por Greta Garbo. Sin embargo, no se hace popular hasta la primera mitad del siglo XX. Como celebridad actual podemos citar a Christina Onassis,  expresidenta argentina en dos oportunidades y exvicepresidenta Cristina Fernández de Kirchner o a la cantante Christina Aguilera.

## Santoral
24 de julio: Santa Cristina. Nació en Tur a orillas del lago Bolsena, de familia noble. Inducida a adorar a los dioses, en secreto se hizo cristiana. Al ser descubierta por su padre, este la entregó al juez Juliano, quien ordenó cortarle los pechos, pero según la leyenda de sus pechos no brotó sangre, sino leche. Entonces ordenó que le cortaran la lengua, pero aún siguió hablando. Murió asesinada con tres saetas incrustadas en su cuerpo, siendo enterrada en el castillo de Bolsena.

### Otras santas
- Santa Cristina, mártir en Persia junto con santa Patricia en 559, se celebra el 13 de marzo.
- Santa Cristina, abadesa, el 11 de agosto.
- Santa Cristina de Spoleto, virgen, el 13 de febrero.

## Otras personalidades
- Cristina Fernández de Kirchner, Presidenta de la República Argentina, electa dos veces como Presidenta, en 2007 y 2011, y como Vicepresidenta en 2019. Esposa del también presidente Néstor Kirchner.
- Cristina de Borbón, infanta de España e hija menor de los reyes Juan Carlos y Sofía.
- María Cristina de Borbón y Battenberg, infanta de España, hija menor de los reyes Alfonso XIII y Victoria Eugenia.

## Variantes
- Masculino: Cristino, Cristián, Cristian.
- Diminutivo: Cris, Tina, Cristy, Crista.

| Variantes en otros idiomas | Variantes en otros idiomas                         |
| -------------------------- | -------------------------------------------------- |
| Español                    | Cristina                                           |
| Alemán                     | Christina                                          |
| Aragonés                   | Crestina                                           |
| Búlgaro                    | Кристина (Kristina)                                |
| Catalán                    | Cristina                                           |
| Checo                      | Kristýna                                           |
| Corso                      | Cristina                                           |
| Croata                     | Kristina                                           |
| Danés                      | Christina                                          |
| Eslovaco                   | Kristína                                           |
| Esloveno                   | Kristina                                           |
| Esperanto                  | Kristina                                           |
| Estonio                    | Kristiina                                          |
| Euskera                    | Kistiñe                                            |
| Finlandés                  | Kristiina                                          |
| Francés                    | Christine                                          |
| Gallego                    | Cristina                                           |
| Griego                     | Χριστίνα (Christína)                               |
| Holandés                   | Christina                                          |
| Húngaro                    | Krisztina                                          |
| Inglés                     | Christina, Christine, Kristen, Kristine            |
| Islandés                   | Kristín                                            |
| Italiano                   | Cristina                                           |
| Japonés                    | クリスティナ(Kurisutina), クリスティン (Kurisutin) |
| Latín                      | Christina                                          |
| Letón                      | Kristīna                                           |
| Lituano                    | Kristina                                           |
| Noruego                    | Kristine                                           |
| Polaco                     | Krystyna                                           |
| Portugués                  | Cristina                                           |
| Rumano                     | Cristina                                           |
| Ruso                       | Кристина (Kristina)                                |
| Sardo                      | Cristìna                                           |
| Serbio                     | Кристина (Kristina)                                |
| Sueco                      | Kristina                                           |